# 李听
李听，字正思。唐朝軍事人物，洮州臨潭（隴右臨洮）人。父亲李晟。太和初年(约827年后)，魏博将领丌志沼叛乱，攻击魏博节度使史宪诚，朝廷派李听出援，杀死了志沼。事后，因功封凉国公。 

## 轶事
- 李听七岁的时候因为父亲李晟的父蔭，朝廷授予协律郎。父亲手下的官吏认为他年紀太小，不太恭敬，李听就命人鞭打了他，李晟注意到了李听的才幹。[3]
- 李听在做羽林将军的时候，有一匹好马，唐穆宗李恒还在做太子的时候，让手下暗示李听献马，李听以自己是宿卫的理由推搪了。唐穆宗后来说：“李听过往在军中的时候，不把马献给我，一定是可以托付重任的”。[4]

## 兒子
- 李琢，左神武将军
- 李璋，太常寺太祝
- 李瑾
- 李璩，侍御史内供奉
- 李㻌，左千牛卫将军
- 李琼，福昌尉
- 李琟，光王府参军